# Gra w ciemno
Gra w ciemno – polski teleturniej emitowany w latach 2005–2007 na antenie telewizji Polsat, protoplasta formatu Clueless. Jego prowadzącym był Krzysztof Ibisz. Uczestnicy programu odpowiadając na pytania z zakresu wiedzy ogólnej, zdobywają koperty, w których ukryte są nagrody; pozyskane koperty stają się następnie przedmiotem negocjacji z prowadzącym.

## Zasady gry
Główną cechą charakterystyczną programu był fakt, że gracz nie znał wysokości stawki, o którą walczy; wgląd na to mieli jednak prowadzący i telewidzowie.

### Pytanie wstępne (odc. 1–204)
Prowadzący kierował do trzydzieściorga graczy pytanie z czterema wariantami odpowiedzi, z których tylko jeden był prawidłowy. Spośród uczestników, którzy odpowiedzieli na pytanie poprawnie wskazywano jednego, który zrobił to najszybciej – ten uczestnik przechodził do zasadniczej części gry. 
W pierwszych odcinkach cały odcinek wypełniała gra jednej osoby. Wkrótce, po wprowadzeniu zasady wybierania ośmiu kopert, po zakończeniu gry jednego zawodnika do gry przystępowała osoba, która uzyskała drugi najlepszy czas przy pytaniu wstępnym; możliwe było dopuszczenie do udziału kolejnej osoby, o ile pozwolił na to czas antenowy. W przypadku, gdy dwie lub więcej osób odpowiedziało na pytanie w tym samym czasie, następowała dogrywka tylko dla tych osób (kolejne pytanie).

### Gra zasadnicza

#### Wybór kopert
Uczestnik rozpoczynał grę od wybrania kilku kopert spośród pięćdziesięciu. W kopertach znajdowały się symboliczne czeki z wypisanymi na nich głównie wartościami pieniężnymi. Uczestnik nie wiedział, co znajduje się w danej kopercie. W odcinkach 1–23 gracz wybierał 10 kopert, w odcinkach 24–28 – 8 kopert, a w odcinkach 29–343 – 5 kopert.
- Odcinki 1–204: Wśród 50 kopert znajdowało się 48 kopert z czekami opiewającymi na kwoty od 0 zł do 100 000 zł i 2 koperty-pułapki: −50% (utrata połowy zgromadzonych pieniędzy) oraz −100% (strata wszystkich zgromadzonych pieniędzy). Koperty-pułapki pojawiły się po raz pierwszy w odcinkach z wyborem ośmiu kopert (jesienią 2005 roku, od odcinka nr 24).
- Odcinki 205–343: W odcinku 205. (wyemitowanym 2 października 2006[4]) formuła programu uległa zmodyfikowaniu. Przede wszystkim zrezygnowano z pytania wstępnego. Zwiększono liczbę kopert z najwyższymi wygranymi oraz zwiększono liczbę kopert-pułapek (−50% i −100%) do trzech każdego rodzaju. Jednocześnie zmieniono wystrój studia, logo i czołówkę programu. W późniejszej emisji wprowadzono nagrodę rzeczową – samochód osobowy (zastąpił kopertę −50%), a także zrezygnowano z limitów kopert z daną kwotą, tzn. w jednym zestawie pięćdziesięciu kopert mogło kryć się kilkanaście kopert z kwotą 100 000 zł, z nagrodą rzeczową[a] lub zawierających napis −100%. Pod koniec emisji mniejsze znaczenie miała także liczba kopert zdobytych w części kwizowej, ponieważ prowadzący pozwalał na wymianę lub dobranie kopert spośród tych, których uczestnik nie wybrał na początku.

#### Pytania
Wybrawszy koperty, zawodnik odpowiadał na pytania: w odcinkach 1–23 na 10 pytań, w odcinkach 24–28 – na 8 pytań, a w odcinkach 29–343 – na 5 pytań (po jednym na kopertę). Prowadzący czytał pytanie, następnie gracz wybierał kopertę, o którą chciał grać, po czym prowadzący czytał cztery warianty odpowiedzi. Jeśli gracz odpowiedział na pytanie poprawnie, to koperta stawała się jego własnością i w dalszej części teleturnieju mógł ją sprzedać podczas licytacji lub zatrzymać. Jeżeli odpowiedział błędnie, koperta trafiała do niszczarki.

#### Licytacja
Po zadaniu kompletu pytań prowadzący proponował zawodnikowi pieniądze za wykupienie kopert, przy czym uczestnik nie znał wartości swoich kopert, zatem nie mógł bezpośrednio ocenić, czy propozycja prowadzącego była korzystna. Gracz miał prawo konsultować swoje decyzje z zasiadającą na widowni osobą towarzyszącą (która także nie znała ukrytych stawek). Prowadzący znał zawartość kopert i w porozumieniu z producentami programu (za pomocą słuchawki w uchu) proponował różne oferty. Prowadzący podczas licytacji wielokrotnie blefował, np. odkupował za duże pieniądze koperty o niskiej wartości, nie zgadzał się na wykupienie koperty o dużej wartości, używał stwierdzeń typu „przyrzekam, że w jednej z kopert jest −100%” albo „w kopertach na pewno nie ma minusa”, choć nie była to prawda, stosował różne techniki manipulacji i negocjacji. Zadaniem gracza było rozpracowanie taktyki gospodarza programu i przyjęcie (lub zachęcenie prowadzącego do przyjęcia) takich ofert, które pozwolą mu na zakończenie gry z jak największym dorobkiem. 

### Wygrane
Istniały cztery możliwości niewygrania żadnych pieniędzy:
- gracz nie odpowiada poprawnie na żadne pytanie[b];
- gracz zabiera wszystkie posiadane koperty i w każdej jest 0 zł;
- gracz zabiera wszystkie posiadane koperty i w przynajmniej jednej z nich jest −100%;
- gracz sprzedaje część kopert prowadzącemu, jednak w jednej z pozostawionych kopert znajduje się −100%.

## Rekordowe wygrane
Pierwszym uczestnikiem, który zakończył grę, zabierając kopertę o najwyższej wartości był pan Marek Czerniakiewicz – w odcinku nr 146 (wyemitowanym 2 maja 2006 roku) wygrał 100 000 złotych. Najwyższa wygrana w historii teleturnieju padła w odcinku nr 315 (wyemitowanym 19 kwietnia 2007 roku) – w wydaniu specjalnym z udziałem Agaty Młynarskiej i Zygmunta Chajzera, którzy sprzedali cztery koperty i zakończyli grę z kwotą 115 000 złotych. Najwyższa wygrana w zwykłym wydaniu teleturnieju padła w odcinku nr 324 (wyemitowanym 4 maja 2007 roku) – pani Magdalena Zisenbach wygrała 108 000 złotych po tym, jak prowadzący wycofał propozycję odkupienia koperty o najwyższej wartości (miała także 8000 złotych w gotówce).

## Odcinki specjalne
Nagrano sześć odcinków specjalnych, w których udział wzięły osoby popularne ze względu na występowanie w telewizji. Ich wygrane (łącznie 397 700 zł) przekazano na rzecz podopiecznych Fundacji Polsat.
| Numer odcinka | Uczestnicy                             | Występy                                                               | Wygrana    | Cel, na jaki przekazano wygraną                                                                        |
| ------------- | -------------------------------------- | --------------------------------------------------------------------- | ---------- | --- |
| 278           | Aneta Zając i Mikołaj Krawczyk         | serial Pierwsza miłość                                                | 50 000 zł  | zakup sprzętu medycznego dla Oddziału Noworodkowego i Dziecięcego szpitala w Krotoszynie               |
| 279           | Andrzej Grabowski i Dariusz Gnatowski  | serial Świat według Kiepskich                                         | 56 500 zł  | zakup sprzętu medycznego dla Oddziału Noworodkowego szpitala w Koninie                                 |
| 280           | Ewa Skibińska i Maciej Tomaszewski     | serial Pierwsza miłość                                                | 100 000 zł | zakup sprzętu medycznego dla Kliniki Neonatologii w szpitalu im. prof. Witolda Orłowskiego w Warszawie |
| 314           | Jerzy Skoczylas i Stanisław Szelc      | Kabaret Elita                                                         | 72 000 zł  | zakup sprzętu medycznego dla Oddziału Noworodkowego szpitala w Nowym Tomyślu                           |
| 315           | Agata Młynarska i Zygmunt Chajzer      | gospodarze teleturniejów Eureko, ja to wiem! oraz Grasz czy nie grasz | 115 000 zł | zakup sprzętu medycznego dla Oddziału Noworodkowego szpitala w Zielonej Górze                          |
| 316           | Łukasz Płoszajski i Rafał Kwietniewski | serial Pierwsza miłość                                                | 4200 zł    | specjalistyczne leczenie 4-letniego Radka z Lipowa                                                     |

## Wersje zagraniczne
Teleturniej wprowadzono na międzynarodowy rynek formatów telewizyjnych pod nazwą Clueless.
| Kraj                         | Nazwa                             | Stacja       | Premiera         | Prowadzący                                   | Najwyższa stawka w kopertach   | Źródło               |
| ---------------------------- | --------------------------------- | ------------ | ---------------- | -------------------------------------------- | ------------------------------ | -------------------- |
| Czechy                       | Naslepo                           | ČT1          | 13 stycznia 2008 | Marek Vašut                                  | 150 000 koron czeskich         | [ 6 ]                |
| Grecja                       | Λεφτά στα τυφλά (Lefta sta tyfla) | Mega Channel | 2006             | Christos Simardanis i Eleftheria Pantelidaki | bd.                            | [ 7 ] [ 8 ]          |
| Hiszpania                    | El negociador                     | TVE          | lipiec 2007      | Javier Capitán                               | 60 000 euro                    | [ 9 ] [ 10 ] [ 11 ]  |
| Wietnam                      | Thử tài thách trí                 | HTV7         | 2011             | Bình Minh                                    | 50 000 000 đồngów wietnamskich | [ 12 ] [ 13 ] [ 14 ] |
| Zjednoczone Emiraty Arabskie | المفاوض (Almfawd)                 | Dubai TV     | 2010             | bd.                                          | 100 000 dirhamów ZEA           | [ 15 ]               |

Format został sprzedany także do kilku innych krajów (m.in. Włoch), w których ostatecznie nie doszło do emisji. Na przykład w ukraińskiej telewizji powstał jedynie odcinek pilotowy (dla ICTV, pod nazwą Гра на темно, na fotelu prowadzącego usiadł Pawło Szylko).